# Azobensen
Azobensen är en organisk förening som består av två bensenringar som är ihopkopplade med en azoförening. Den kemiska formeln är (C6H5)2N2.

## Egenskaper
Azobensen har två isomerer; trans-azobensen och cis-azobensen. Det är möjligt att fotoisomerisera azobensen genom att bestråla den med ljus av lämplig våglängd. Omvandling till cis-formen sker med ultraviolett ljus och till trans-formen med blått ljus.
|  |

## Framställning
Industriell framställning av azobensen sker genom att nitrobensen (C6H5NO2) reduceras av järn eller zink med ättiksyra som katalysator.
{\displaystyle {\rm {2\ C_{6}H_{5}NO_{2}+4\ Zn\rightarrow (C_{6}H_{5})_{2}N_{2}+4\ ZnO}}}
Azobensen kan också framställas genom oxidation av anilin i alkalisk lösning.
{\displaystyle {\rm {2\ C_{6}H_{5}NH_{2}+O_{2}\rightarrow (C_{6}H_{5})_{2}N_{2}+2\ H_{2}O}}}

## Användning
Azobensen utgör grunden för azofärgämnen och används för tillverkning av dessa.